# Popillia biguttata
Popillia biguttata är en skalbaggsart som beskrevs av Christian Rudolph Wilhelm Wiedemann 1821. Popillia biguttata ingår i släktet Popillia och familjen Rutelidae. Inga underarter finns listade i Catalogue of Life.